# 富岡倉庫地区
富岡倉庫地区（とみおかそうこちく）は神奈川県横浜市金沢区富岡東と鳥浜町に位置していた28,988m2の在日米海軍の基地。戦前は横浜海軍航空隊の日本初の飛行艇訓練基地として開設されたが、終戦により米陸軍に接収され通信部隊施設となった。朝鮮戦争やベトナム戦争では資材場として使われるようになり富岡倉庫地区と呼ばれるようになったが、資材の上げ下ろしを行う岸壁部分と岸壁に近い資材場をのぞき、1975年に富岡倉庫地区の大半が返還された。返還された部分は富岡総合公園として開園している。そして2009年、残る部分も返還された。

## 基地概要
- 市町村別面積比率：国有地 100%
- 管理部隊：厚木航空施設司令部

## 使用部隊と任務
- 使用部隊不明

在日米海軍厚木航空施設司令部の管理下で、資材場、及び、物資の一時保管場所として使用されていた。

## 沿革
- 1936年（昭和11年）10月01日：横浜海軍航空隊の飛行艇訓練基地として開設。
- 1945年（昭和20年）09月02日：終戦により米陸軍が「第508通信修理隊」として接収。
- 1961年（昭和36年）12月：施設名が「第508通信修理隊」から「富岡倉庫地区」に変更、横浜ノース・ドックの補助施設となる。
- 1970年（昭和45年）9月23日：施設の管轄権が米陸軍から米海軍に移動。
- 1971年（昭和46年）02月17日：岸壁部分と資材場の一部を除き米軍から富岡倉庫地区の大半を返還される。
- 1975年（昭和50年）03月：返還された富岡倉庫地区の部分が富岡総合公園として開園。
- 2009年（平成21年）5月25日：残っていた部分が返還される。